# Reimond Manco
Reimond Orangel Manco Albarracín (Lima, 23 de agosto de 1990) es un futbolista peruano.

## Trayectoria
Nació en Lima, en Perú, el 23 de agosto de 1990. Vivió en Venezuela desde los 2 hasta los 8 años, y desde los 13 hasta los 15. Llegó a jugar para la Selección de fútbol de Venezuela en la categoría Sub-15. Se formó como jugador en las divisiones menores de la Academia Deportiva Cantolao, y posteriormente es comprado y pasa a las divisiones menores de Alianza Lima, donde en la temporada 2006 es promovido al plantel profesional.

### Primera división del Perú

#### Alianza Lima, Juan Aurich y León de Huánuco
Debutó en Primera División el 8 de abril del 2007 frente a Alianza Atlético de Sullana. El encuentro finalizó 2-0 a favor de Alianza Lima, Manco ingresó en el minuto 86. Su primer gol en el fútbol profesional lo marcó el 2 de diciembre del 2007 ante el Bolognesi, gol que sirvió para ganar 3-2. Tras un breve paso por Juan Aurich del que fue expulsado por indisciplina, recaló en León de Huánuco. de donde también fue dado de baja por el mismo motivo.

#### Universidad Técnica de Cajamarca, Garcilaso, Boys, Binacional
El 12 de enero de 2013, se confirma que era el nuevo refuerzo de Universidad Técnica de Cajamarca, equipo peruano recién ascendido al fútbol profesional.Tras ser expulsado por conducta inapropiada, UTC bajo la presidencia de Osias Ramírez, nuevamente reintegra a Reimond Manco al club cajamarquino. Durante el Campeonato Descentralizado 2013 tuvo buenas actuaciones con la Universidad Técnica de Cajamarca lo que le valió volver a la selección peruana.
En abril fue despedido del UTC por indisciplina y se especulaba que iría al José Gálvez (actualmente en segunda división). En julio regresa al UTC dándole una oportunidad al jugador. El día 30 de julio marca un doblete al Juan Aurich. En la temporada 2015 fichó por León de Huánuco. Tras algunas buenas actuaciones regresó a Alianza Lima disputando una irregular campaña hasta pasar a entrenar en las reservas tras no ser tomado en cuenta por su técnico Roberto Mosquera, al finalizar el campeonato su equipo acabó en el puesto 6. El 22 de diciembre de 2016 fue oficial su fichaje al club venezolano Zamora siendo este su quinto equipo.
Para el 2019 ficha por Real Garcilaso. Debuta en la Copa Libertadores en la derrota 1 a 0 ante Deportivo La Guaira de Venezuela. Su primer gol con el cuadro imperial lo hace en la vuelta marcándolo desde fuera del área ante Deportivo La Guaira poniendo el primero del partido. El resultado final sería de 2-1 a favor de Garcilaso, pero en el global serían eliminados de la Copa Libertadores. A mitad del 2019 anunció que se retiraría del Real Garcilaso. Se pensaba que llegaría al Unión Comercio, pero finalmente termina convirtiéndose en nuevo jugador del Sport Boys.

#### Descensos con Grau y Alianza Universidad
En el 2020 fichó por el club Binacional de Puno, donde estuvo unos meses, luego fue contratado para ser jugador del Atlético Grau, donde descendió. El 12 de enero del 2021 es oficializado como jugador de Alianza Universidad de Huánuco y el 23 de octubre desciende a Liga 2.

### Extranjero

#### PSV Eindhoven y Willem II
A mitad del 2008 se enroló a las filas del PSV Eindhoven, donde jugaba su compatriota Jefferson Farfán. Se estima que su pase habría bordeado los 2 millones de dólares. Debutó en la Eredivisie el 29 de noviembre del 2008, ingresando al terreno de juego en el minuto 81 frente al Heerenveen. En el poco tiempo que le tocó jugar, ayudó a empatar un 2-0 adverso dando un pase de gol; el partido finalizó 2-2. Días después, el 9 de diciembre, debutó en UEFA Champions League al ingresar en el minuto 80 frente al Liverpool (derrota por 1-3).
El jueves 29 de enero del 2009, a la edad de 18 años, contrajo matrimonio con Fiorella Vento, de 23 años de edad. Días después fue cedido a préstamo al Willem II hasta final de temporada. El martes 22 de diciembre del 2009, el PSV Eindhoven oficializó en su página web que Manco jugaría a préstamo en el Juan Aurich de la Primera División del Perú hasta el final de la temporada 2009/2010. Tuvo una destacada participación en la Copa Libertadores 2010 y un buen primer semestre. Una vez culminada la cesión, en julio de 2010, Juan Aurich compró la totalidad del pase al PSV. Posteriormente, el equipo chiclayano lo cedió a préstamo al Atlante de México por todo el 2011.

#### México, Catar y Venezuela
En 2011 firmó en el Atlante de México, pero meses después fue separado del plantel por indisciplina. El 6 de mayo de 2012, viajó rumbo a Catar para firmar un contrato por 4 temporadas con el Al-Wakrah, club que se desempeña en la Liga de fútbol de Catar por un monto de 10 millones de euros.
El 22 de diciembre de 2016 fue oficial su fichaje al club venezolano Zamora siendo este su quinto equipo extranjero. Posteriormente se desvincularía del club por problemas personales.

### Copa Perú
Tras un año sin equipo, en agosto de 2023 firmó por el Club Deportivo Ecosem de Pasco para participar en la etapa nacional de la Copa Perú que confiere cuatro cupos a la Liga 2. En agosto de 2023 se dio a conocer que su contrato estipulaba no entrenar con el equipo y su participación solamente en algunos partidos, por lo que el entrenador Erick Torres decidió separarlo. 
Meses después, jugó 4 partidos en el Persas FC de la Kings League de fútbol 7, para luego volver del retiro y regresar a su antiguo club Unión Comercio en 2024.

## Controversias por indisciplina
En agosto de 2010, estando en Panamá, después de un amistoso de Perú contra la selección de ese país, se escapó de la concentración con Jefferson Farfán. Esto hizo que ambos jugadores fueran separados de la selección, aunque tiempo después solamente Farfán fue perdonado.
A finales de 2010, cuando jugaba por el Juan Aurich, llegó al entrenamiento de su club con evidentes signos de haber consumido alcohol el día anterior, lo cual trajo como consecuencia su expulsión del equipo chiclayano. La directiva le dio 10 días de plazo para conseguir un nuevo club
Poco después, jugando por el club León de Huánuco, el futbolista fue llevado a la comisaría, debido a una actitud agresiva en contra de su pareja, con evidentes síntomas de ebriedad lo cual le valió una nueva expulsión.
El jueves 10 de marzo de 2011, Manco fue dado de baja por el Atlante. En un comunicado de prensa por parte de la coordinación de medios de dicho equipo, se expresó que al haberse presentado al entrenamiento matutino en malas condiciones físicas y con un fuerte aliento a alcohol, era motivo conforme a lo estipulado en el Reglamento Interno del Club para rescindirle su contrato con la escuadra mexicana.
En 2013, cuando era jugador de UTC, el jugador fue captado saliendo sumamente ebrio de una discoteca al punto de ser cargado por el taxista, tras el incidente fue despedido del club.

## Selección nacional
Integró la selección de fútbol del Perú en las categorías sub-17, sub-20. Además, antes de su convocatoria por Perú, fue seleccionado sub-15 de Venezuela.
En el 2007, la selección peruana Sub-17 dirigida por el exfutbolista y técnico Juan José Oré clasificó al mundial de la categoría tras ocupar el cuarto lugar en el Campeonato Sudamericano Sub-17 de 2007 realizado en Ecuador. La figura de aquel equipo fue Manco con un fútbol de juego atrevido, habilidoso y de buen pie, Manco anotó 3 goles, además fue considerado por la Conmebol como el mejor jugador del torneo.
En la Copa Mundial de Fútbol Sub-17 de 2007 realizada en Corea del Sur, Perú integró el Grupo "A" junto a la anfitriona Corea del Sur, Togo y Costa Rica, clasificando primera de su grupo con 7 puntos 2 victorias y un empate. En los octavos de final, Manco fue figura indiscutida y héroe en el partido ante la selección de Tayikistán al anotar un gol en el primer tiempo y otro en la tanda de penales. Perú clasificó a cuartos de final, donde enfrentaría a Ghana. Una vez en cuartos, la habilidad colectiva del equipo se vio revestida a causa de la excesiva altura del conjunto africano y las deplorables condiciones de la cancha. El partido finalizó 2-0 a favor del conjunto ghanés. Participó también en el Campeonato Sudamericano Sub-20 de 2009 de Venezuela.
Debutó con la selección absoluta el 6 de febrero de 2008, en un encuentro amistoso disputado en La Paz frente a Bolivia. Posteriormente, en agosto de 2010, fue convocado por el técnico Sergio Markarián para los amistosos ante Canadá y Jamaica en Estados Unidos. 
| \| PJ \| Fecha \| Ciudad \| Oponente \| Resultado \| Competición \| Goles \| Asistencias \| \| -- \| ---------- \| ----------------------- \| ------------- \| --------- \| ----------- \| ----- \| ----------- \| \| 1. \| 06-02-2008 \| La Paz \| Bolivia \| 1–2 \| Amistoso \| 0 \| 0 \| \| 2. \| 26-03-2008 \| Iquitos \| Costa Rica \| 3–1 \| Amistoso \| 0 \| 0 \| \| 3. \| 04-09-2010 \| Toronto \| Canadá \| 2–0 \| Amistoso \| 0 \| 1 \| \| 4. \| 07-09-2010 \| Fort Lauderdale \| Jamaica \| 2–1 \| Amistoso \| 0 \| 0 \| \| 5. \| 08-10-2010 \| Lima \| Costa Rica \| 2–0 \| Amistoso \| 0 \| 0 \| \| 6. \| 14-08-2013 \| Suwon World Cup Stadium \| Corea del Sur \| 0–0 \| Amistoso \| 0 \| 0 \| |            |                         |               |           |             |       |             |
| PJ | Fecha      | Ciudad                  | Oponente      | Resultado | Competición | Goles | Asistencias |
| 1. | 06-02-2008 | La Paz                  | Bolivia       | 1–2       | Amistoso    | 0     | 0           |
| 2. | 26-03-2008 | Iquitos                 | Costa Rica    | 3–1       | Amistoso    | 0     | 0           |
| 3. | 04-09-2010 | Toronto                 | Canadá        | 2–0       | Amistoso    | 0     | 1           |
| 4. | 07-09-2010 | Fort Lauderdale         | Jamaica       | 2–1       | Amistoso    | 0     | 0           |
| 5. | 08-10-2010 | Lima                    | Costa Rica    | 2–0       | Amistoso    | 0     | 0           |
| 6. | 14-08-2013 | Suwon World Cup Stadium | Corea del Sur | 0–0       | Amistoso    | 0     | 0           |

### Participaciones en Copas del Mundo
| Mundial                     | Sede          | Resultado        | PJ | Goles |
| --------------------------- | ------------- | ---------------- | -- | ----- |
| Copa Mundial Sub-17 de 2007 | Corea del Sur | Cuartos de final | 5  | 1     |

## Estadísticas

### Clubes
| Club | Temporada     | Liga  | Liga  | Liga   | Copas nacionales(1) | Copas nacionales(1) | Copas nacionales(1) | Copas internacionales(2) | Copas internacionales(2) | Copas internacionales(2) | Total(3) | Total(3) | Total(3) | Media goleadora |
| Club | Temporada     | Part. | Goles | Asist. | Part.               | Goles               | Asist.              | Part.                    | Goles                    | Asist.                   | Part.    | Goles    | Asist.   | Media goleadora |
| --- | ------------- | ----- | ----- | ------ | ------------------- | ------------------- | ------------------- | ------------------------ | ------------------------ | ------------------------ | -------- | -------- | -------- | --------------- |
| Alianza Lima · Perú | 2006          | 0     | 0     | 0      | 0                   | 0                   | 0                   | 0                        | 0                        | 0                        | 0        | 0        | 0        | 0               |
| Alianza Lima · Perú | 2007          | 7     | 0     | 2      | 0                   | 0                   | 0                   | 0                        | 0                        | 0                        | 7        | 0        | 2        | 0               |
| Alianza Lima · Perú | 2008          | 13    | 2     | 1      | 0                   | 0                   | 0                   | 0                        | 0                        | 0                        | 13       | 2        | 1        | 0.15            |
| PSV Eindhoven · Países Bajos | 2008-09       | 2     | 0     | 0      | 2                   | 0                   | 0                   | 1                        | 0                        | 0                        | 5        | 0        | 1        | 0               |
| PSV Eindhoven · Países Bajos | 2009-10       | 0     | 0     | 0      | 0                   | 0                   | 0                   | 0                        | 0                        | 0                        | 0        | 0        | 0        | 0               |
| PSV Eindhoven · Países Bajos | Total club    | 2     | 0     | 1      | 2                   | 0                   | 0                   | 1                        | 0                        | 0                        | 5        | 0        | 1        | 0               |
| Willem II · Países Bajos | 2009-10       | 2     | 0     | 0      | 0                   | 0                   | 0                   | 0                        | 0                        | 0                        | 2        | 0        | 0        | 0               |
| Willem II · Países Bajos | Total club    | 2     | 0     | 0      | 0                   | 0                   | 0                   | 0                        | 0                        | 0                        | 2        | 0        | 0        | 0               |
| Juan Aurich · Perú | 2010          | 29    | 2     | 5      | 0                   | 0                   | 0                   | 7                        | 1                        | 2                        | 36       | 3        | 7        | 0.08            |
| Juan Aurich · Perú | 2011          | 6     | 0     | 0      | 0                   | 0                   | 0                   | 0                        | 0                        | 0                        | 6        | 0        | 0        | 0               |
| Atlante · México | 2011          | 7     | 0     | 1      | 0                   | 0                   | 0                   | 0                        | 0                        | 0                        | 7        | 0        | 1        | 0               |
| Atlante · México | Total club    | 7     | 0     | 1      | 0                   | 0                   | 0                   | 0                        | 0                        | 0                        | 7        | 0        | 1        | 0               |
| León de Huánuco · Perú | 2012          | 6     | 0     | 2      | 0                   | 0                   | 0                   | 0                        | 0                        | 0                        | 6        | 0        | 2        | 0               |
| Al-Wakrah Catar | 2012          | 0     | 0     | 0      | 0                   | 0                   | 0                   | 0                        | 0                        | 0                        | 0        | 0        | 0        | 0               |
| Al-Wakrah Catar | Total club    | 0     | 0     | 0      | 0                   | 0                   | 0                   | 0                        | 0                        | 0                        | 0        | 0        | 0        | 0               |
| UTC de Cajamarca · Perú | 2013          | 36    | 3     | 8      | 0                   | 0                   | 0                   | 0                        | 0                        | 0                        | 36       | 3        | 8        | 0.08            |
| UTC de Cajamarca · Perú | 2014          | 23    | 2     | 6      | 9                   | 0                   | 1                   | 2                        | 0                        | 0                        | 34       | 2        | 7        | 0.06            |
| UTC de Cajamarca · Perú | Total club    | 59    | 5     | 14     | 9                   | 0                   | 1                   | 2                        | 0                        | 0                        | 70       | 5        | 15       | 0.07            |
| León de Huánuco · Perú | 2015          | 12    | 2     | 6      | 4                   | 0                   | 0                   | 2                        | 0                        | 1                        | 18       | 2        | 7        | 0.11            |
| León de Huánuco · Perú | Total club    | 18    | 2     | 8      | 4                   | 0                   | 0                   | 2                        | 0                        | 1                        | 24       | 2        | 9        | 0.08            |
| Alianza Lima · Perú |               |       |       |        |                     |                     |                     |                          |                          |                          |          |          |          |                 |
| 2015 | 14            | 1     | 1     | 0      | 0                   | 0                   | 0                   | 0                        | 0                        | 14                       | 1        | 1        | 0.07     |                 |
| 2016 | 21            | 3     | 4     | 0      | 0                   | 0                   | 0                   | 0                        | 0                        | 21                       | 3        | 4        | 0.14     |                 |
| Total club | 55            | 6     | 8     | 0      | 0                   | 0                   | 0                   | 0                        | 0                        | 55                       | 6        | 8        | 0.11     |                 |
| Zamora · Venezuela | 2017          | 6     | 0     | 2      | 0                   | 0                   | 0                   | 0                        | 0                        | 0                        | 6        | 0        | 2        | 0               |
| Zamora · Venezuela | Total club    | 6     | 0     | 2      | 0                   | 0                   | 0                   | 0                        | 0                        | 0                        | 6        | 0        | 2        | 0               |
| Unión Comercio · Perú | 2017          | 33    | 3     | 8      | 0                   | 0                   | 0                   | 0                        | 0                        | 0                        | 33       | 3        | 8        | 0.09            |
| Unión Comercio · Perú | 2018          | 36    | 4     | 7      | 0                   | 0                   | 0                   | 0                        | 0                        | 0                        | 36       | 4        | 7        | 0.11            |
| Unión Comercio · Perú | Total club    | 69    | 7     | 15     | 0                   | 0                   | 0                   | 0                        | 0                        | 0                        | 69       | 7        | 15       | 0.1             |
| Real Garcilaso · Perú | 2019          | 11    | 0     | 1      | 0                   | 0                   | 0                   | 2                        | 1                        | 0                        | 13       | 1        | 1        | 0.08            |
| Real Garcilaso · Perú | Total club    | 11    | 0     | 1      | 0                   | 0                   | 0                   | 2                        | 1                        | 0                        | 13       | 1        | 1        | 0.08            |
| Sport Boys · Perú | 2019          | 16    | 2     | 2      | 2                   | 0                   | 1                   | 0                        | 0                        | 0                        | 18       | 2        | 3        | 0.11            |
| Sport Boys · Perú | Total club    | 16    | 2     | 2      | 2                   | 0                   | 1                   | 0                        | 0                        | 0                        | 18       | 2        | 3        | 0.11            |
| Deportivo Binacional · Perú | 2020          | 6     | 0     | 0      | 1                   | 0                   | 0                   | 2                        | 0                        | 0                        | 9        | 0        | 0        | 0               |
| Deportivo Binacional · Perú | Total club    | 6     | 0     | 0      | 1                   | 0                   | 0                   | 2                        | 0                        | 0                        | 9        | 0        | 0        | 0               |
| Atlético Grau · Perú | 2020          | 18    | 1     | 4      | 0                   | 0                   | 0                   | 0                        | 0                        | 0                        | 18       | 1        | 4        | 0.06            |
| Atlético Grau · Perú | Total club    | 18    | 1     | 4      | 0                   | 0                   | 0                   | 0                        | 0                        | 0                        | 18       | 1        | 4        | 0.06            |
| Alianza Universidad · Perú | 2021          | 13    | 0     | 0      | 1                   | 0                   | 0                   | 0                        | 0                        | 0                        | 14       | 0        | 0        | 0               |
| Alianza Universidad · Perú | Total club    | 13    | 0     | 0      | 1                   | 0                   | 0                   | 0                        | 0                        | 0                        | 14       | 0        | 0        | 0               |
| Santos F. C. · Perú | 2022          | 6     | 1     | 1      | 0                   | 0                   | 0                   | 0                        | 0                        | 0                        | 6        | 1        | 1        | 0.17            |
| Santos F. C. · Perú | Total club    | 6     | 1     | 1      | 0                   | 0                   | 0                   | 0                        | 0                        | 0                        | 6        | 1        | 1        | 0.17            |
| Juan Aurich · Perú | 2022          | 7     | 0     | 1      | 0                   | 0                   | 0                   | 0                        | 0                        | 0                        | 7        | 0        | 1        | 0               |
| Juan Aurich · Perú | Total club    | 42    | 2     | 6      | 0                   | 0                   | 0                   | 7                        | 1                        | 2                        | 49       | 3        | 8        | 0.06            |
| Ecosem Pasco · Perú | 2023          | 0     | 0     | 0      | 2                   | 0                   | 2                   | 0                        | 0                        | 0                        | 2        | 0        | 2        | 0               |
| Ecosem Pasco · Perú | Total club    | 0     | 0     | 0      | 2                   | 0                   | 2                   | 0                        | 0                        | 0                        | 2        | 0        | 2        | 0               |
| Total carrera | Total carrera | 330   | 26    | 63     | 21                  | 0                   | 4                   | 16                       | 2                        | 3                        | 367      | 28       | 70       | 0.08            |
| (1) Incluye datos de la Copa de los Países Bajos/Copa Bicentenario/Copa Perú. (2) Incluye datos de la Copa Libertadores. (3) No incluye goles en partidos amistosos. |               |       |       |        |                     |                     |                     |                          |                          |                          |          |          |          |                 |

## Palmarés
Campeonatos nacionales
| Título                 | Club         | País | Año  |
| ---------------------- | ------------ | ---- | ---- |
| Torneo Descentralizado | Alianza Lima | Perú | 2006 |
| Torneo Descentralizado | Juan Aurich  | Perú | 2011 |

Distinciones nacionales
| Distinción                                          | Año  |
| --------------------------------------------------- | ---- |
| Mejor Futbolista del Campeonato Sudamericano Sub-17 | 2007 |